# Teratom

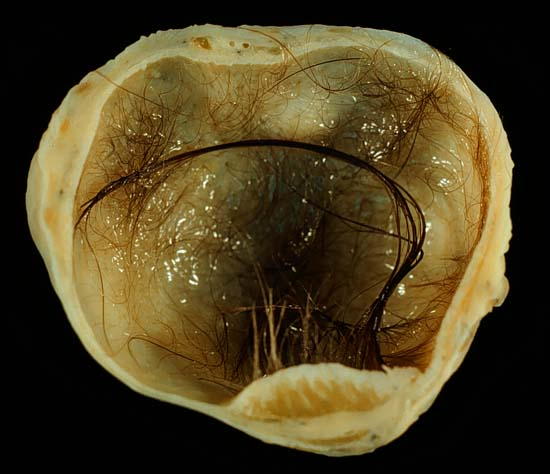
Teratom des Eierstocks mit Hautgewebe

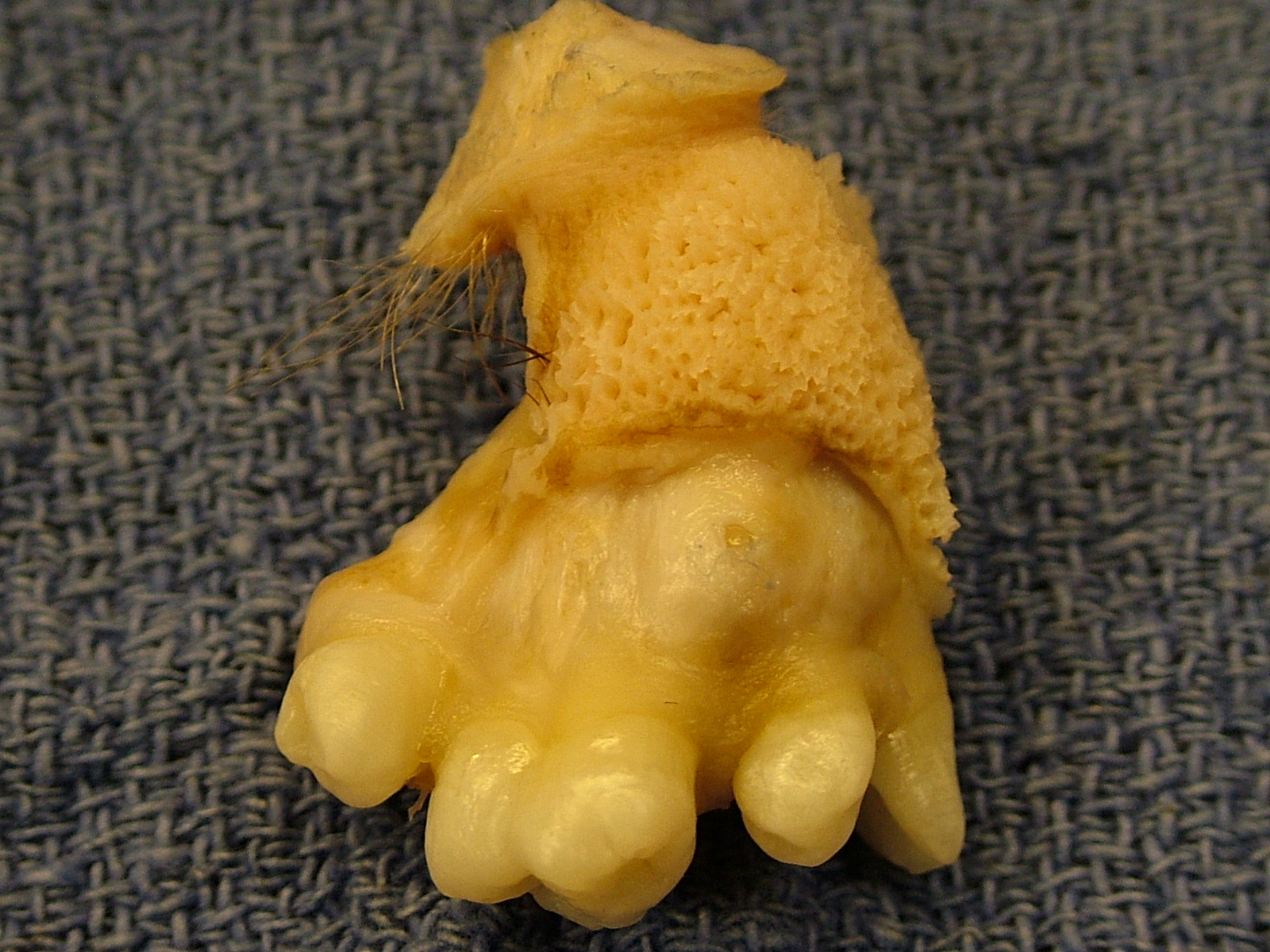
Gewebe mit Zähnen, Haut und Haaren aus einem Teratom des Eierstocks.

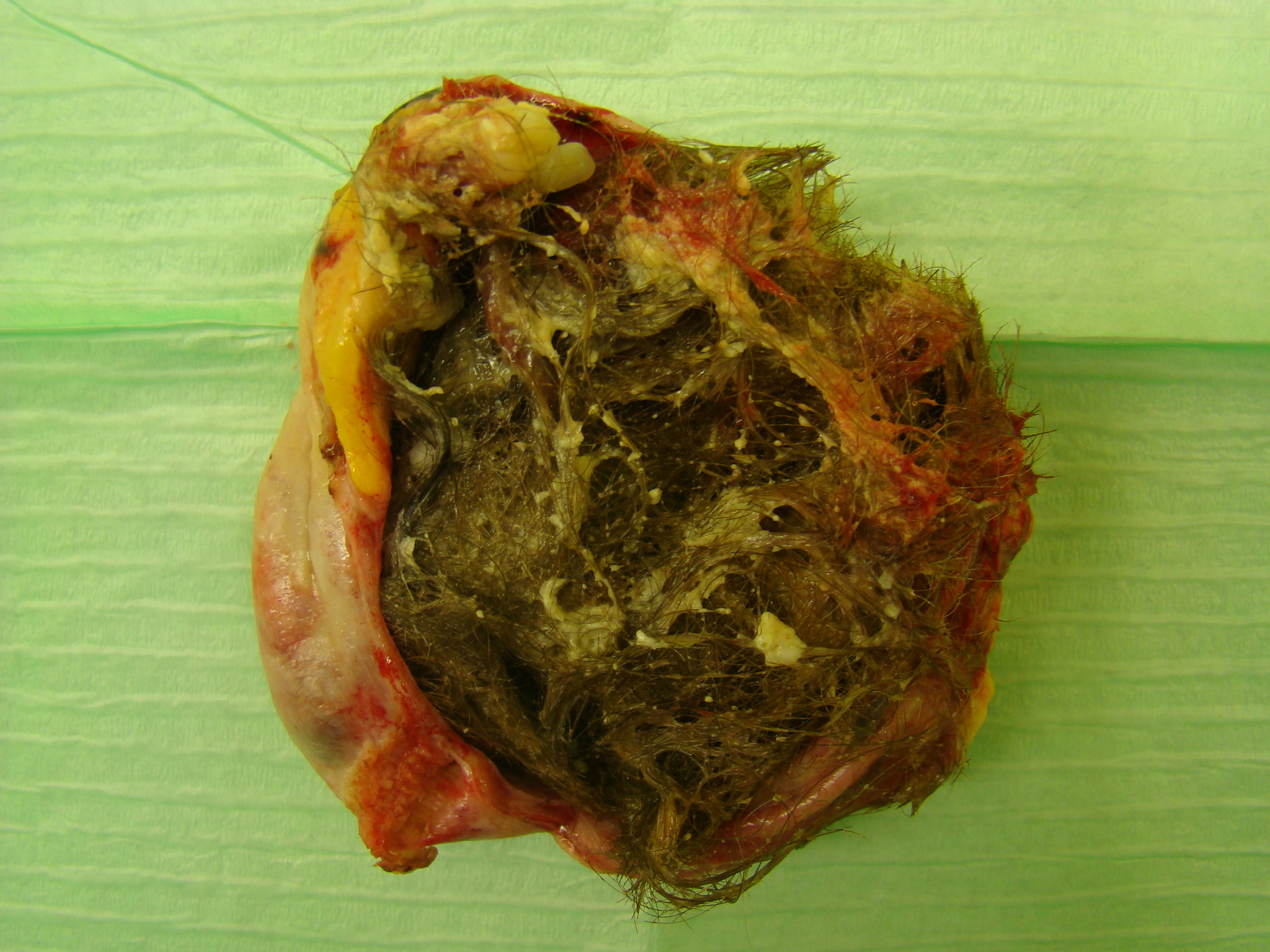
Teratom des Eierstocks mit Haaren und Zähnen

Ein Teratom (von griechisch teras „Schreckbild, Monster“ und dem Suffix -om, hier im Sinne von „ähnelnd“, demnach „Monstrosität“), früher auch Wundergeschwulst genannt, ist eine angeborene, oft organähnliche Mischgeschwulst, die sich aus primitiven pluripotenten Stammzellen entwickelt. Man unterscheidet reife (koätane – gutartige) und unreife (entdifferenzierte – bösartige: Teratokarzinom) Formen.
Das Teratom ist ein Keimzelltumor, der sich daher in Richtung aller dreier Keimblätter entwickeln kann. Reife Formen (beispielsweise Dermoidzysten) können Gewebe wie Haare oder Zähne enthalten, das an der Stelle ihres Auftretens sonst nicht vorkommt und das nicht aus einer Metaplasie hervorgegangen ist.
Meist liegt es in einer gekapselten Form vor, die verschiedene differenzierte Gewebearten enthält, beispielsweise Haut, Haare, Zähne, Muskel- und Nervengewebe. Wenn es also ausdifferenziertes Gewebe aller Keimblätter enthält, wird es als adultes oder reifes Teratom bezeichnet; unreife oder embryonale Teratome enthalten dagegen wenig differenziertes epitheliales oder mesenchymales Gewebe. Teratome finden sich besonders häufig in Hoden und Ovar.

## Vorkommen
Typische Orte der Entstehung sind die Eierstöcke (meist gutartig) oder Hoden (dort meist bösartig – Teratokarzinom), hier geht man von einer schlechteren Heilungsprognose aus. Weitere Lokalisationen sind: Steißbein (Steißbeinteratom), Zentralnervensystem, Halsweichteile, Mediastinum, Baucheingeweide (Pankreas, Darm), Retroperitonealraum.
Teratome machen 15–20 % der benignen Ovarialtumoren aus. 15 % der Tumoren sind bilateral. Mehr als 80 % der reifen Teratome treten während der reproduktiven Phase auf. Selten sind sie bei Kindern oder nach der Menopause.

## Pathologie
Teratome entstehen aus primitiven pluripotenten Keimzellen. Daher werden sie zu den Keimzelltumoren gezählt. Die Keimversprengungstheorie wird zur Erklärung der Pathogenese herangezogen: Dabei wird vermutet, dass in der Embryonalentwicklung Keimmaterial liegengeblieben war und sich nicht weiterentwickeln konnte.

### Histologie
Teratome bestehen meist aus Geweben aller drei Keimblätter, die manchmal organartig angeordnet sein können. Es wird diskutiert, dass sich aus Stammzellen dabei Gewebe bildet, das für die Umgebung völlig untypisch ist (Haare, Zähne, Haut – aber auch, in Ansätzen, Leber-, Nieren- oder Herzmuskelzellen). Das Dermoid bzw. die Dermoidzyste (auch „Dermoidgeschwulst“) als reifes Teratom enthält in ihrer Wandung Material der Haut (Talgdrüsen, Plattenepithel und Haarfollikel).
Histologisch dominiert in fast allen Fällen ektodermales Gewebe einschließlich verhornter Epidermis, Talg- und Schweißdrüsen, Haarfollikel und neuroektodermaler Elemente. Mesodermale Anteile umfassen glatte Muskulatur, Knochen, Zähne, Knorpel und Fettgewebe.

### Morphologie
Makroskopisch sind reife Teratome leicht erkennbar. Ein zystischer Hohlraum ist gefüllt mit gelbem talgartigem Material, durchmischt mit Haaren. Die Zystenauskleidung gleicht Haut. Eine oder mehrere polypoide Formationen bestehend aus Fettgewebe ragen in das Zystenlumen (sogenannter Kopfhöcker). Zähne, Knochen, Knorpel, Schilddrüsengewebe oder Hirngewebe können in manchen Fällen makroskopisch betrachtet werden.
Vom Entoderm abgeleitet sind respiratorisches und gastrointestinales Gewebe, Schilddrüse, Speicheldrüse sowie selten Retina, Pankreas, Thymus, Nebenniere, Hypophyse, Niere, Lunge, Mamma und Prostata. In der Zystenwand lässt sich oft eine lipogranulomatöse Entzündung als Reaktion auf Zysteninhalt nachweisen. Eine maligne Entartung einzelner Gewebsbestandteile kommt nur in 2 % aller Dermoidzysten vor. Am häufigsten sind Plattenepithelkarzinome oder Adenokarzinome.
Teratome, die aus nur einer Gewebeart bestehen, werden auch monodermale Teratome genannt, dies sind z. B.
- Epidermoidzyste, reine Epidermisauskleidung ohne Hautanhangsgebilde wie beispielsweise Haare oder Drüsen
- Struma ovarii, ausschließlich oder überwiegend aus Schilddrüsengewebe bestehend; Die Struma ovarii ist die häufigste Form der monodermalen Teratome. Selten ist sie mit Schilddrüsenüberfunktion oder mit Aszites verknüpft. Nur etwa fünf bis zehn Prozent entsprechen histologisch einem papillären Schilddrüsenkarzinom, wobei noch seltener Fernmetastasen zu beobachten sind.
- Karzinoid, besteht aus gastrointestinalem oder respiratorischem Gewebe[7]

Lediglich 3 % der Teratome bei Frauen sind unreife Teratome mit potentiell malignem Verlauf. Unreife Teratome sind solide oder solid-zystisch, haben eine weiche fleischige Schnittfläche mit Einblutungen und Nekrosen. Histologisch lässt sich embryonales, meist neuroektodermales Gewebe nachweisen. In der Regel ist auch unreifes Gewebe vom fetalen Typ und reifes Gewebe vom adulten Typ aus allen drei Keimblättern beigemischt.
Sehr selten sind fetiforme Teratome, die aus einer Zyste bestehen, die Strukturen ähnlich einem missgebildeten Fetus (Homunculus) enthält.

## Symptomatik
Die Patienten sind je nach Lokalisation des Teratoms oft asymptomatisch. Gelegentlich bemerken die Betroffenen eine Zunahme des Bauchumfanges, eine Vorwölbung am Unterbauch, oder klagen über Bauchschmerzen.

## Diagnostik

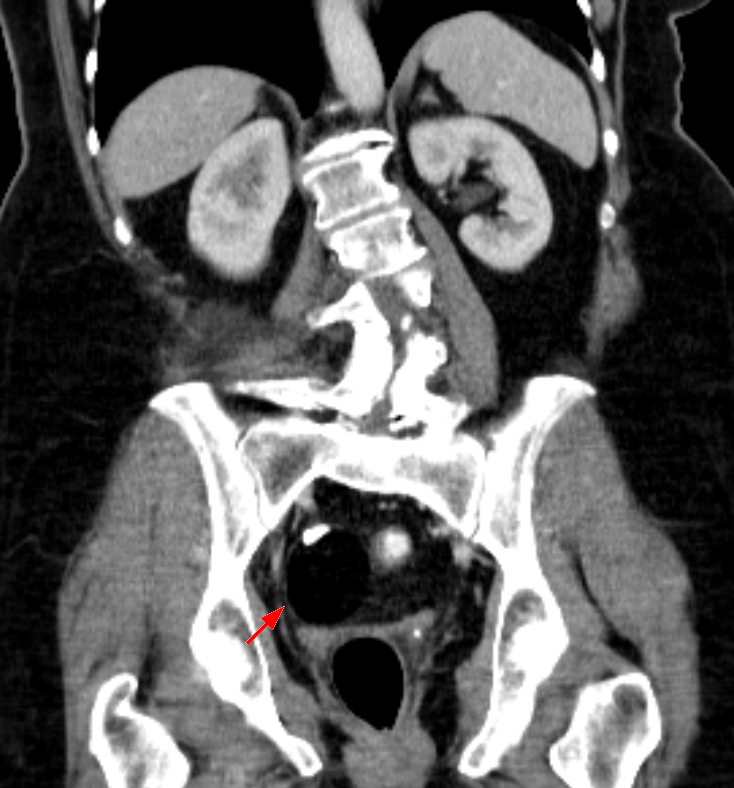
Teratom in der Computertomographie: coronale Rekonstruktion.

Wenn Zähne vorhanden sind, lässt sich die Diagnose radiologisch (Projektionsradiographie, Computertomographie CT) leicht stellen.

## Therapie
Entscheidend für die Behandlung ist, ob es sich um eine gut- oder bösartige Form des Teratoms handelt. Gutartige Teratome werden in aller Regel nur operativ entfernt, unreife Teratome (oder Teratom beim Mann) werden zusätzlich chemotherapeutisch behandelt. Durch Cisplatin-basierte Chemotherapien sind, je nach Lokalisation, ausnehmend gute Heilungsraten erreichbar.

### Operative Therapie im Kindesalter
Die vollständige chirurgische Entfernung in sano (R0-Situation) gilt als adäquate Therapie reifer Teratome, auch unreife Teratome des Kindesalters extrakranieller Lokalisation können nach Marina et al. chirurgisch hinreichend behandelt werden.

### Chemotherapie
Der Meilenstein für die erfolgreiche Behandlung von Keimzelltumoren wurde in den 1970er Jahren mit der Einführung Cisplatin-basierter Chemotherapien gesetzt. Cisplatin gilt als das wirksamste Agens zur Behandlung von Keimzelltumoren, wenngleich angesichts der kumulativen Nephro- und Ototoxizität Versuche unternommen wurden, Cisplatin durch Carboplatin zu ersetzen.

## Komplikationen
Mögliche Komplikationen sind die Verdrehung des Tumors mit Infarzierung, Perforation, Einblutung in den Bauchraum und Autoamputation des Tumors. Eine plötzliche Ruptur kann zum akuten Abdomen führen. Eine Entleerung von Zysteninhalt kann außerdem eine granulomatöse Peritonitis verursachen.

## Besonderheiten
Da der Tumor Stammzellen bildet – aus denen sich dann die Haare, Zähne usw. differenzieren – ist der Tumor für Entwicklungsbiologen von hohem Interesse, da er die Möglichkeit bietet, Stammzellen zu gewinnen.

### Syndrom des „wachsenden Teratoms“ (GTS)
Mikroskopisch kleine Teratom-Herde können lokal wachsen und zu einer Komprimierung der umgebenden Strukturen führen; diese Beobachtung wurde von Logothetis 1982 als „Syndrom des wachsenden Teratomes“ bezeichnet. Die klinische Definition eines GTS erfordert
- einen nicht-seminomatösen (testikulären) Keimzelltumor mit teratomatösem Anteil in der Vorgeschichte
- erhöhte Spiegel der Serum-Tumormarker AFP, bHCG und/oder LDH mit radiologischem Nachweis einer Metastasierung
- die Normalisierung der Serum-Tumormarker nach Chemotherapie
- die Vergrößerung der Metastase(n) bei normwertigen Tumormarkern
- den Nachweis eines reifen Teratoms in der / den Metastase(n).

### Teratome mit bösartiger Transformation
In seltenen Fällen können reife oder unreife Teratome eine bösartige (maligne) Transformation (TMT) durchlaufen. Teratome mit einer malignen Transformation im herkömmlichen Sinne stellen eine gut umschriebene Einheit dar, deren Namensgebung sich auf die bösartige Umwandlung einer somatisch teratomatösen Komponente innerhalb eines nicht-seminomatösen Keimzelltumors zu einer von einem somatischen Malignom ununterscheidbaren Histologie bezieht. Beispiele dieser histologisch umgewandelten Zelltypen sind unter anderem
- Rhabdomyosarkome (RMS)
- primitive neuroektodermale Tumoren (PNET)
- enterische Adenokarzinome
- Leukämien